# Gossia bidwillii
Gossia bidwillii är en myrtenväxtart som först beskrevs av George Bentham, och fick sitt nu gällande namn av Neil Snow och Gordon P. Guymer. Gossia bidwillii ingår i släktet Gossia och familjen myrtenväxter. Inga underarter finns listade i Catalogue of Life.

## Bildgalleri

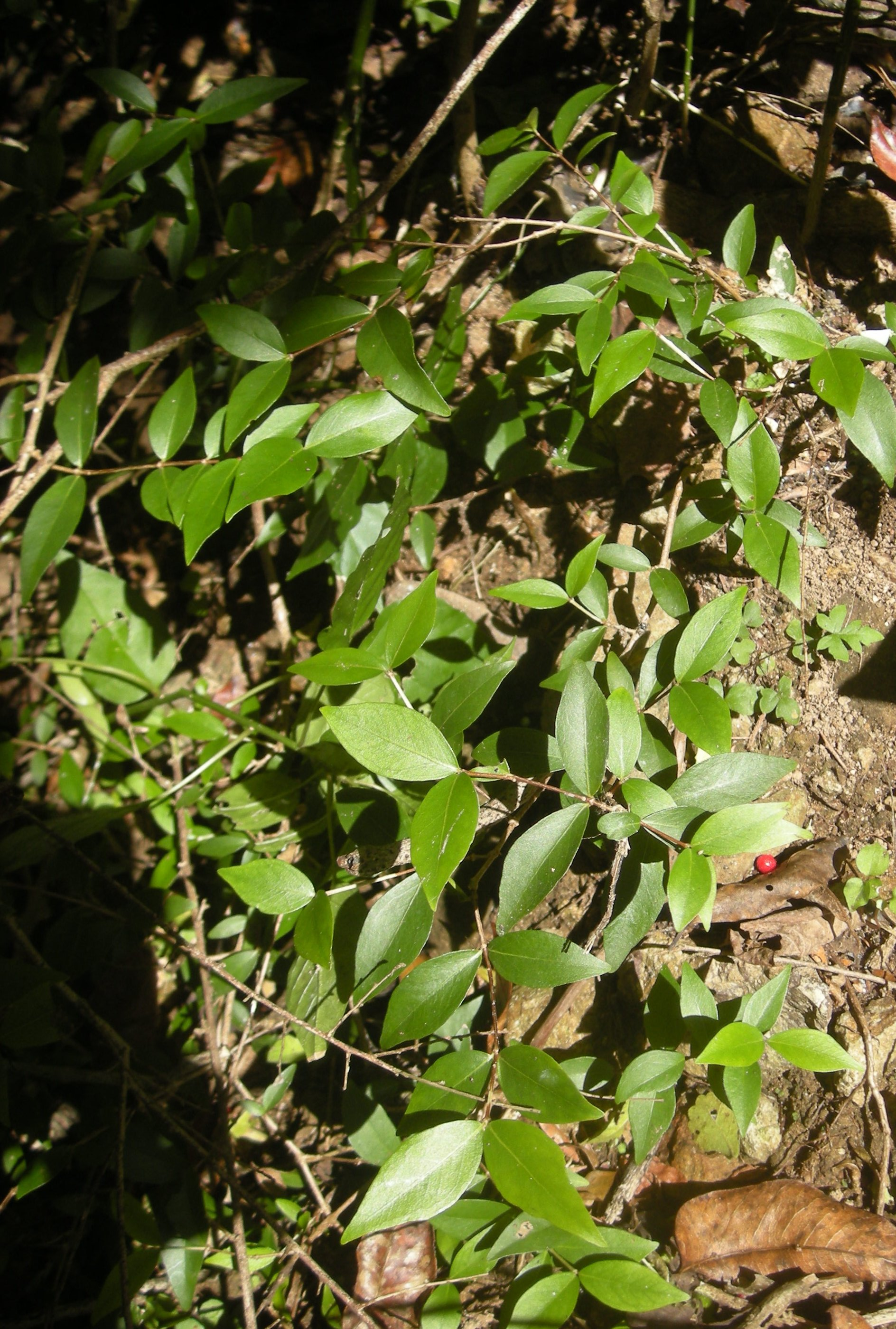
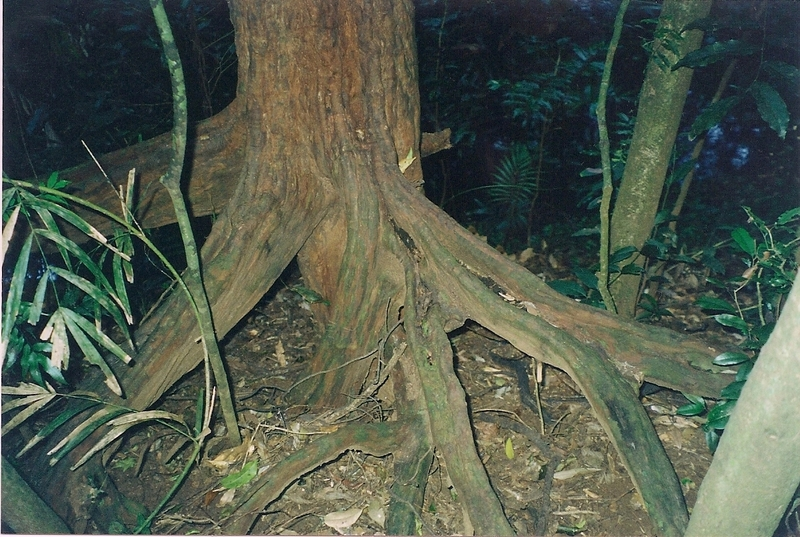